# John Kirby
John Kirby (ur. 29 października 1938 w Athlone) – irlandzki duchowny rzymskokatolicki, w latach 1988–2019 biskup Clonfert.